# Marko Nikolić (ur. 1998)
Marko Nikolić, cyr. Марко Николић (ur. 31 marca 1998) – serbski piłkarz, grający na pozycji obrońcy.

## Kariera piłkarska

### Kariera klubowa
Wychowanek FK Zemun, w barwach którego w 2017 rozpoczął karierę piłkarską. W sierpniu 2017 został wypożyczony do FK Inđija. 15 lutego 2018 klub wykupił transfer piłkarza. 20 lipca 2018 został piłkarzem Arsenału Kijów. 18 listopada 2018 opuścił kijowski klub.